# پاپ مارک
پاپ مارک (به انگلیسی: Pope Mark) یکی از پاپ‌های کلیسای کاتولیک رم بود که در رم به دنیا آمد و از ۱۸ ژانویه تا ۷ اکتبر ۳۳۶ میلادی پاپ بود.